# Neuromachaerota discigutta
Neuromachaerota discigutta är en insektsart som beskrevs av Maa 1963. Neuromachaerota discigutta ingår i släktet Neuromachaerota och familjen Machaerotidae. Inga underarter finns listade i Catalogue of Life.